# جولای دماغه
جولای دماغه (نام علمی: Ploceus capensis) نام یک گونه از سرده جولاها است.